# Tromba (album)
Tromba è un album del gruppo musicale degli Squallor, pubblicato nel 1980.

## Formazione
- Alfredo Cerruti
- Totò Savio
- Daniele Pace
- Giancarlo Bigazzi

## Tracce
1. Prefatio
2. Nosfigatus
3. Gennarino Primo
4. Tromba
5. Chi cazz' m' 'o fa fa'
6. Pane e Barbagia
7. Dieta
8. Tutto il morto minuto per minuto
9. Casablanca
10. Radio Londra